# 김해건설공업고등학교
김해건설공업고등학교(金海建設工業高等學校)는 대한민국 경상남도 김해시 구산동에 있는 공립 고등학교이다.

## 학교 연혁
- 1977년 12월 6일 : 김해건설공업고등학교 36학급 설립 인가
- 1978년 3월 1일 : 김해건설공업고등학교 개교(36학급)
- 1978년 3월 1일 : 제1대 한주 교장 취임
- 1996년 9월 4일 : 학칙 개정으로 전 학과 남녀 공학
- 2011년 8월 19일 : 특성화고 지정
- 2012년 3월 1일 : 학과 개편(건설정보과, 건축디자인과, 전기제어과, 정밀기계과, 중기자동차시스템과, 컴퓨터금형디자인과)
- 2019년 8월 12일 : 학급정원 20명으로 조정 편성 승인
- 2024년 2월 8일 : 제44회 235명 졸업(총 졸업생수 23,650명)
- 2024년 3월 1일 : 제18대 김갑영 교장 취임
- 2024년 3월 2일 : 제46회 신입생 입학(222명, 전교생621명)

## 설치 학과
- 건설정보과
- 건축디자인과
- 전기제어과
- 정밀기계과
- 중기자동차시스템과

## 참고 자료
- 김해건설공업고등학교 - 한국교육학술정보원 학교알리미